# Bengt Ivarsson (advokat)
Bengt Ivarsson, född 1963 i Ängelholm, är en svensk advokat, verksam sedan 1991 vid Kihlstedts Advokatbyrå HB i Linköping. Han var under åren 2005–2017 ledamot av Sveriges advokatsamfunds huvudstyrelse varav 2011–2013 som vice ordförande och 2013–2017 som ordförande. Han har även deltagit som expert i ett flertal statliga utredningar.